# Otto Gleichmann
Otto Gleichmann (* 20. August 1887 in Mainz; † 2. November 1963 in Hannover) gilt als einer der großen Einzelgänger des deutschen Expressionismus.

## Leben
Otto Gleichmann studierte von 1906 bis 1910 an den Kunstakademien in Düsseldorf, Breslau und Weimar.
Mitten im Ersten Weltkrieg heiratete er 1915 die Malerin Lotte Giese. Seit 1919 lebte er in Hannover; ab 1923 Kunsterzieher am Realgymnasium.
Sein Werk umfasst Ölbilder, Aquarelle, Zeichnungen, Lithographien und Mischtechniken, welche u. a. durch die Erlebnisse und Eindrücke im Ersten Weltkrieg, in den zwanziger und dreißiger Jahren und durch die katastrophale Bedrohung des Nationalsozialismus geprägt sind. Ab 1915 befand er sich im Fronteinsatz des Ersten Weltkriegs, 1916 erlitt er dort eine Verwundung, der ein Lazarettaufenthalt folgte. 1918 schloss er sich gemeinsam mit seiner Frau der  Künstlergruppe „Hannoversche Sezession“ an, der unter anderem Künstler wie Kurt Schwitters angehörten. Gleichmann pflegte eine intensive Freundschaft mit Theodor Däubler.
1936 wurde ein Ausstellungsverbot durch die NSDAP verhängt. 1937 wurde in der Aktion „Entartete Kunst“ aus mehreren öffentlichen Sammlungen Aquarelle und Druckgrafiken Gleichmanns beschlagnahmt. Die meisten wurden vernichtet. Im Juli 1937 wurden drei seiner Werke auf der Ausstellung Entartete Kunst verächtlich gemacht.
Sein Grab – und das seiner Frau Lotte – befindet sich auf dem Stadtfriedhof Engesohde in Hannover.
Ein Teil seines schriftlichen Nachlasses befindet sich heute im Deutschen Kunstarchiv im Germanischen Nationalmuseum in Nürnberg.

## Werke (Auswahl)
- Selbstbildnis, 1913, Bleistift auf Papier
- Sturm Herrschaften, 1915, Bleistift auf Papier
- Der Heilige, 1917, Kreidezeichnung
- Irrenparadies II, 1918, Bleistift auf Papier
- Zwei Pferde, 1919, Federzeichnung
- Der blaue Sonnenschirm, Aquarell, 1920
- Wildkatzen, Aquarell, 1920
- Szene am Meer, Aquarell, 1920
- Strahlen – Stuerzen, Öl auf Leinwand, 1920
- Vor dunkler Landschaft, Öl auf Leinwand, 1920
- Unfassbar, unfasslich sind ihm die Dinge, Feder und Aquarell auf Papier, 1920
- In der Loge, Lithografie, 1922
- Dame und Herr, Lithografie, 1924
- Jahresgabe der Kestner-Gesellschaft, Lithografie, 1924
- Leichenschmaus, Gouache, 1925
- Bitterer Karneval, Öl, 1925
- Blumen, Öl, 1925
- Selbstporträt, Öl, 1926
- Kopf einer Greisin, Mischtechnik, 1927
- Liebespaar, Mischtechnik, 1927
- Im Foyer, Öl, 1927
- Seiltänzerin, Öl, 1928
- Herrengesellschaft, Öl, 1929
- Pierrot, Öl, 1930
- Ballgespräch, Mischtechnik, 1932
- Der große Räuber, Öl, 1936
- Sinnender Mann, Öl, 1946
- Liebespaar, Kreidezeichnung, 1953
- Schicksalsbild, Öl, 1956